# ستيريون أثيوبي
ستيريون أثيوبي (الاسم العلمي:Satyrium aethiopicum) هو نوع من النباتات يتبع جنس الستيريون من الفصيلة السحلبية.